# William R. King
William Rufus de Vane King, ameriški odvetnik in politik, * 7. april 1786, † 18. april 1853.
King je bil kongresnik ZDA iz Severne Karoline, senator ZDA iz Alabame in 13. podpredsednik ZDA.